# 宝带桥
宝带桥位于中华人民共和国江苏省苏州市吴中区葑门外约3公里处、京杭大运河旁边，跨澹台湖口玳玳河，为历代纤道所经。故为纤道桥，因此桥栏不设挡板。
桥是联拱53孔石桥；全长318米，宽4.1米。始建于唐元和十一年至十四年（816年-819年），已经有千年历史，相传是唐朝刺史王仲舒捐出宝带资助修成此桥，又形似宝带，因而得名；后重建四、五次，现存的桥为清朝所建。桥首尾的两端各有石狮一对，北端两侧尚存，南端石狮曾被日军炸毁，1956年冬修复。为江苏省现存最长的多孔古石拱桥。也是中国目前孔数最多的连拱石桥。